# 海容级巡洋舰
海容级巡洋舰是清朝海军於甲午戰爭後向德国採購的防护巡洋舰，共有海容、海筹、海琛三艘同级舰。
三舰均由德国伏尔铿造船厂建造，每艘造价为16万3千英镑。1898年三舰陆续返回大沽，由直隶总督裕禄验收。1937年9月抗日战争期间，三舰都奉命在江阴自沉入长江，以延缓日本海军循长江而上的作战意图。

## 设计和概述

### 背景
甲午战争中，清朝最为精锐的北洋水师全军覆没，由此海防洞开。战后清廷立即开始了重建海军的工作。1895年，时任驻德公使许景澄向伏尔铿索取最新的军舰设计。伏尔铿方面除了前无畏舰的方案外，还提交了一份防护巡洋舰方案作为辅助补充。鉴于战争中英式防护巡洋舰发挥了重要的作用，这份方案基本参照了英式样本（也有来源指参照了荷蘭皇家海軍的海尔德兰号），排水量2800吨级，艏艉楼外形；主炮为两门150毫米速射炮，副炮为4门侧舷105毫米；防护为倾斜部分56毫米、水平部分26毫米。两台蒸汽机，设计航速20節（37每小時）。按照这一方案，舰体不带武器的造价为10万4500英镑，建造时间预计为16个月。许景澄对德方提案提议若干修改，包括前主炮增加到两门，装甲甲板水平部分强化至40毫米，轮机舱区域倾斜部分则为75毫米。修订后的排水量增大到2900吨，航速下降到19.5节，船体造价为16万5500英镑。同年11月10日，许景澄向国内提交了相关报告。武器报价则是另一个情况：火炮方面，克虏伯方面的报价为150毫米炮带各种附件，每门总价6万1160马克；105毫米炮带附件，每门总价3万5430马克。连同轻型火炮以及相当数量的各火炮弹药，总价107万9900马克，另980英镑用于购买哈乞开斯机关炮。鱼雷方面，刷次考甫的报价为3具450毫米鱼雷发射管并一批鱼雷总价19万9650马克。加起来全舰总造价达到了惊人的120多万马克。手头拮据的清政府本来对低廉的造价很感兴趣，但一看到费用细目，立即就没了下文。
许景澄对该项目积极进行争取，指出黄海海战中北洋舰队弹药不足的窘境，认为这是导致作战失利的重要因素之一。考虑再三，清廷最终还是批准采购该款军舰，而且决定购买3艘，比原计划的还多出一艘；弹药配置也基本按照许景澄的推荐进行购买。同时中方也在价格上极力讨价还价，最终克虏伯和刷次考甫均同意给出比以往对华军售更高的优惠折扣。1896年10月中旬，清廷与伏爾鏗造船廠签订了购买3艘的建造合同。
本级所需经费与战后订购自英国的海天級防護巡洋艦一样，都是在向外资银行筹借、用以偿付《马关条约》赔款的款项内调拨。经费不足使得实际付款颇有拖延。1898年3月24日，时任驻德公使吕海寰催促朝廷尽快解决尾款事宜。3月29日，總理衙門回电称，风闻美国政府为了美西战争而正在扩军备战，打算以高出30%的价格买下三舰，务求吕公使稳住德方勿将其出售。3月30日，中方即将拖欠的款项汇出。即使如此，财政紧张的问题仍挥之不去，三舰回国时仅安装了主副火炮，后来才陆续安装剩余武器。

### 概况
本级排水量2950吨，全长100米、宽12.5米、吃水4.877米。前后桅均有大型战斗桅盘。外观上最大的特征是4个巨大的送风筒。舰上安装4座圆形锅炉，为两台四缸三胀往复蒸汽机提供蒸汽。设计动力7,500匹馬力（5,600千瓦特），航速19.5節（36.1每小時）。首舰海容号德方海试时实际出力达到8,400匹馬力（6,300千瓦特），达到20.75節（38.43每小時）的好成绩，不过中方接收时因为路途遥远，尚未进行彻底维护，航速稍有衰减，为20.25節（37.50每小時）。因吨位限制，航速不及日本海军在战争中风头无两的吉野號（23節（43每小時））。
防护方面，装甲甲板倾斜部分为56毫米，轮机舱部分加强到76毫米；水平部分40毫米。主副炮炮盾为25毫米，司令塔50毫米。
三舰原本舰艏均装饰有龙纹。辛亥革命后，三舰进行改装，拆除了后桅战斗桅盘以降低重心，基座依旧保留。最迟在护法舰队南下时期，三舰的舰艏龙纹均被拆除，另为降低军舰重心，将前桅一人高的战斗桅盘改为胸墙式样。这可以作为大致判断照片年代的标准。

### 武器

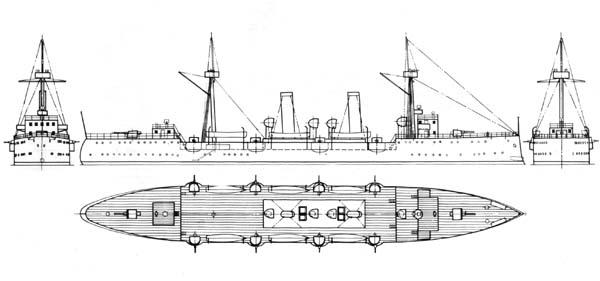
海容级各视角线图。但前主炮有误，仅绘制了一门。

本级主炮为三门克虏伯40倍径150毫米速射炮。为加强火力计，前部安排两门主炮；但因本级建造当时德国尚未掌握双联装火炮的制造技术，故此舰艏主炮仿照德国自己的十飞礼级铁甲舰的布置方式，两门并排安装在艏楼的位置。艉楼则单独设置一门主炮。
副炮为8门克虏伯40倍径105毫米速射炮，全部分布在左右两舷，其中靠近艏艉楼的4门安装在舷侧耳台。轻武器为哈乞开斯37毫米机关炮6门，前后飞桥两侧各配备一门，另两门位置不详。6挺马克沁8毫米机枪全安装在作战桅盘上，前后桅各3挺。另有一门21倍径60毫米舢板炮一门。鱼雷方面，共装备3具450毫米鱼雷发射管，舰艏水下一具，左右舷各一具。与假想对手吉野号的副炮（4.7英寸（120）炮8门）和鱼雷发射管（5具）相比，本级要占下风，但鱼雷威力更大（对比吉野号的356毫米鱼雷）。
1928年后，闽系海军为海容号和海筹号各安装一门维克斯40毫米高射炮（即两磅砰砰炮）；另一边，1929年左右东北海军为海琛号加装了4门型号不详的75毫米炮，以及两门高射炮。

## 同级舰
| 舰名          | 建造厂家           | 起工         | 下水           | 服役                           | 结局                                                     |
| ------------- | ------------------ | ------------ | -------------- | ------------------------------ | -------------------------------------------------------- |
| 海容 Hai Yung | 斯德丁伏爾鏗造船廠 | 1896年秋     | 1897年9月15日  | 1898年7月27日                  | 1937年9月25日自沉于罗家桥港口 （时任舰长为欧阳勣）       |
| 海籌 Hai Shew | 斯德丁伏爾鏗造船廠 | 1896年秋     | 1897年12月11日 | 1898年8月24日                  | 1937年9月25日沉于江阴阻塞线南北浮间 （时任舰长为林镜寰） |
| 海琛 Hai Chen | 斯德丁伏爾鏗造船廠 | 1896或1897年 | 1898年2月12日  | 1898年9月21日 （戊戌政变当天） | 1937年9月25日沉于江阴长山脚附近 （时任舰长为张凤仁）     |

## 简历
1899年，清朝重新组建北洋水师，本级三舰成为新北洋水师的重要战力。1900年庚子事变时，为保存军舰计，海筹号、海琛号随北洋舰队主力南下江阴暂避，而战前正好在大沽口的海容号则接受联军扣留，均未与联军对抗。1904年日俄战争爆发，三舰在烟台、上海一带巡逻警戒，在此期间发生了震动国内的“山彦事件”，俄国驱逐舰刚毅号在已经向中国海军投降的情况下，日本海军两艘驱逐舰当着烟台港内三艘中国巡洋舰的面强行拖走刚毅号（日后日本海军改名为“山彦”），让中国有海无防的事实再一次显露无遗。
1911年辛亥革命爆发，武昌起义初期三舰均效力清廷，对革命军给予了相当的杀伤。随着革命思想在三舰内逐渐传播，人心动荡，三舰遂在萨镇冰默许下自行脱离战场，并在九江起义，参加革命（辛亥革命时三舰管带分别为喜昌、黃鍾瑛和榮續）。但此后全国陷入军阀混战的时代，军费无着的各舰艇只好依附变幻不定的军阀势力。海容号、海筹号一开始效忠北洋政府，二次革命时协助镇压讨袁军；护国战争时期协助对抗护国军；第一次直奉战争时期依附直系，北伐战争时又倒向南京国民政府，再次成为中央海军一分子。
三舰中的海琛号则在府院之争后走上了另一条道路。護法運動时期海琛号南下护法，参加了護法艦隊，随即卷入军政府与桂系的矛盾，倒向桂系，第二次护法战争后北上青岛，加入直系渤海舰队，奉系得势则改为依附奉系。九一八事变后东北海军处境日窘，海琛号弃奉奔粤，投入粤海舰队，旋因矛盾日深，复投南京，却因旧隙，实际上与海容号、海筹号形同陌路。
1937年淞沪抗战爆发，已经老旧的三舰全部卸下部分武装自沉长江。1959-1960年上海打捞部门陆续捞起三舰拆解炼钢。巫山博物馆前的150毫米德制大炮可能为其级主炮卸下残余。

## 图集

海容舰
海筹舰
海琛舰